# Roberto Ferreiro
Roberto Oscar Ferreiro (Avellaneda, 25 april 1935 - 20 april 2017) was een Argentijns profvoetballer en voetbaltrainer.

## Erelijst
Als speler
 CA Independiente
- Primera División: 1960, 1963, 1967
- Copa Libertadores: 1964, 1965

Als trainer
 CA Independiente
- Wereldbeker voor clubteams: 1973
- Copa Libertadores: 1973, 1974
- Copa Interamericana: 1974

 CA Nueva Chicago
- Primera B: 1981

 Club Villa Dálmine
- Primera B: 1989